# عزة بنت أبي لهب
عزة بنت أبي لهب صحابية، وابنة عم النبي محمد. أمها أم جميل بنت حرب بن أمية. تزوّجها أوفى بن حكيم بن أُميّة بن حارثة بن الأوقص السلمي فولدت له عبيدة وسعيدًا وإبراهيم بني أوفى. قال الدارقطْنِيُّ في كتاب «الإخْوَةِ»: ولا رواية لها.

## اسرتها
تَزَوَّجَهَا أَوْفَى بْنُ حَكِيمِ بْنِ أُمَيَّةَ بْنِ حَارِثَةَ بْنِ الْأَوْقَصِ السُّلَمِيُّ فَوَلَدَتْ لَهُ عُبَيْدَةَ وَسَعِيدًا وَإِبْرَاهِيمَ